# Christiansburg, Virginia
Christiansburg är administrativ huvudort i Montgomery County i Virginia. Ortnamnet hedrar militären William Christian. Vid 2010 års folkräkning hade Christiansburg 21 041 invånare. Christiansburg har varit huvudort i countyt sedan 1777 och den nuvarande domstolsbyggnaden byggdes 2009–2012.